# Comuna Burimka, Icinea
Burimka (în ucraineană Бурімка) este o comună în raionul Icinea, regiunea Cernihiv, Ucraina, formată din satele Bezborodkiv, Burimka (reședința) și Șîlovîci.

## Demografie
Componența lingvistică a comunei Burimka
     Ucraineană (97,04%)
     Rusă (2,87%)
     Alte limbi (0,1%)
Conform recensământului din 2001, majoritatea populației comunei Burimka era vorbitoare de ucraineană (97,04%), existând în minoritate și vorbitori de rusă (2,87%).